# Vértice. Experimentación y vanguardia
Vértice. Experimentación y vanguardia es un festival de arte y tecnología organizado anualmente por la Universidad Nacional Autónoma de México como parte de su programa Cultura UNAM, y que se lleva a cabo en distintos recintos y foros de la institución entre las que se incluyen el Centro Cultural Universitario, Radio UNAM, Casa del Lago Juan José Arreola y el Museo Universitario Arte Contemporáneo (MUAC), así como algunos externos que varían en cada edición.

## Oferta cultural
El festival concentra a artistas, nacionales y extranjeros, de varias disciplinas (música, danza, teatro experimental, arte sonoro, transmedia, entre otros) con propuestas que llevan como eje central la tecnología, la experimentación artística y la transdisciplina. La oferta incluye mesas redondas, conciertos, recitales, exposiciones, performance y talleres.